# Історія Формули-1
Історія Формули-1 почалася з чемпіонату Європи автоперегонів Гран-прі, який проводився в 1920-і і 1930-і роки. Організації, що беруть участь у Гран-прі, сформулювали перший регламент проведення чемпіонату світу перед Другою світовою війною і запланували його введення в дію на 1941 рік, але аж до 1946-го ці правила не були формалізовані остаточно. У 1946 році нещодавно утворена ФІА представила правила так званої «Формули-1», які вступали в дію з 1947 року. Разом з тим, ще в тому ж році організатори трьох Гран-прі провели перегони за регламентом «Формули-1». У 1948 році до «Формули-1» приєднався клас «Формули-2». Ще молодший клас «Формула-3» був введений в 1950 році. За первинною схемою передбачалося, що клас «Формула-1» призначався виключно для проведення світової першості, клас «Формула-2» - для проведення першості континенту, «Формула-3» - для національних чемпіонатів і так далі.
У 1950 у ФІА було вирішено занести результати окремих гонок у класі «Формула-1» до спільного протоколу чемпіонату світу. Перший такий Гран-прі пройшов на англійській землі на автодромі Сільверстоун. До 1958 року чемпіонат світу був виключно особистим, потім очки стали нараховуватися і конструкторам болідів (так званий Кубок конструкторів).
Не слід, однак, повністю ототожнювати клас «Формула-1» і чемпіонат світу ФІА. Найчастіше у світі проводилося на порядок більше великих перегонів (у тому числі і в найвищому гоночному класі), ніж входило в чемпіонат світу. Небагато гонщиків вибирало для участі виключно етапи чемпіонату світу: вони брали участь в найрізноманітніших перегонах, в тому числі і необов'язково на машинах з відкритими колесами. Ситуація повністю змінилася на початку 1980-х, коли після «війни FISA-FOCA» був прийнятий Договір згоди. З цього моменту гонки в класі «Формула-1» проходять тільки в рамках чемпіонату світу. Фактично зникло саме поняття класу «Формула-1» і з'явилася гоночна серія Формула-1, комерційні права на яку відокремлені від спортивних, що відносяться до компетенції ФІА.

## Заснування Формули-1 (1950-1980)

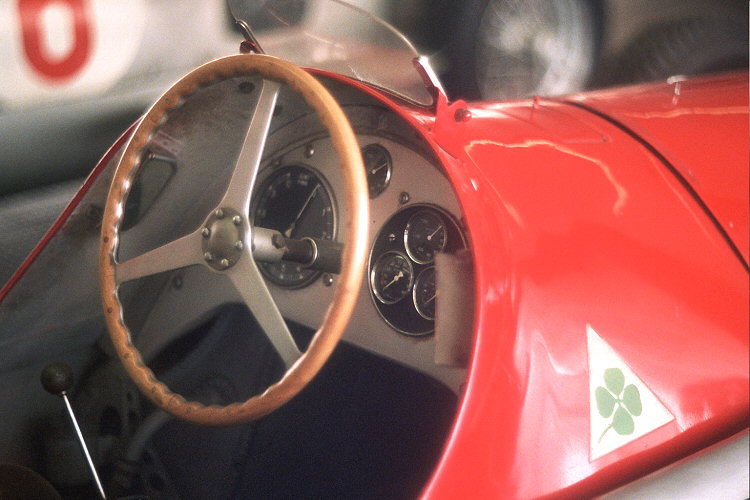
Alfa Romeo 159.
За кермом цього боліда Фанхіо виграв чемпіонат світу 1951 року

Перший чемпіонат світу Формули-1 пройшов у 1950 році, його виграв італієць Джузеппе Фаріна на Альфа Ромео. Фаріна лише ненабагато випередив свого партнера по команді аргентинця Хуана-Мануеля Фанхіо, що у наступні 7 років 5 разів ставав чемпіоном світу. Фанхіо запам'ятався одним з найбільших гонщиків Формули-1 і довгий час був рекордсменом за кількістю чемпіонських титулів.
Першим технологічним нововведенням у Формулі-1 стали задньомоторні боліди компанії Купер. До цього в гонках Гран Прі 1934-1939 команда Auto Union вже використала задньомоторний болід конструкції Фердинанда Порше, але ці боліди відрізнялися дуже складною поведінкою на трасі, в той час як Купер T43/T51 славилися дуже хорошою керованістю, але слабким мотором. Джек Бребема (команда «Купер») виграв чемпіонські титули 1959 і 1960 років, а в 1961 році вже всі учасники чемпіонату перейшли на задньомоторну конструкцію автомобілів.
Починаючи з 1958 у Формулі-1 почалася епоха англомовних гонщиків: аж до 1969 року чемпіонами ставали британці Майк Хоторн, Ґрем Хілл, Джиммі Кларк, Джон Сертіс і Джекі Стюарт, австралієць Джек Бребема, новозеландець Денні Хьюмен і американець Філ Хілл.
У 1962 році команда Лотус (одна з провідних команд Формули-1 в 60-і і 70-і роки) вперше використала в конструкції автомобілів монокок, запозичивши таку конструкцію з авіаційної промисловості. У 1968 році Лотус виступила з ще однією інновацією, розфарбувавши свої боліди наклейками компанії «Імперіал Тобакко». Це поклало початок спонсоруванню у Формулі-1.
З ростом швидкостей збільшувалося значення притискної сили, це змушувало команди експериментувати в конструкції антикрил та інших аеродинамічних елементів. В кінці 1970-х років Лотус вперше застосувала ґраунд-ефект (англ. ground effect), який сильно збільшував притискну силу за рахунок розрідженого повітря під днищем боліда. Це дозволяло пілотам проходити повороти набагато швидше. Незабаром всі команди перейшли на його використання. У 1983 році ґраунд-ефект був заборонений FIA через боротьбу зі зростанням швидкостей.

## Золота доба (1980-2000)

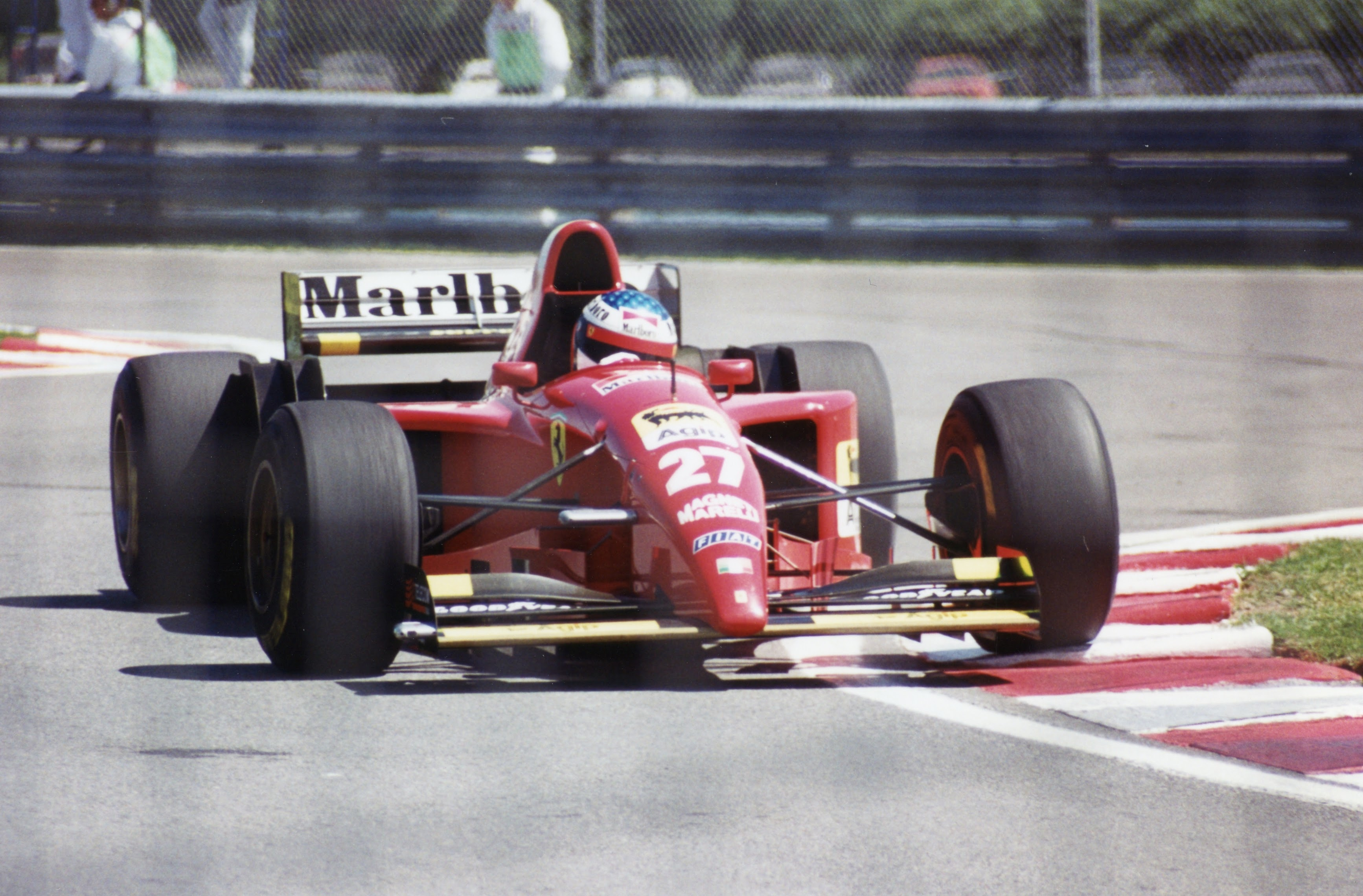
Ferrari 412T2 Жана Алезі на Гран-прі Канади 1995 року

1981 рік ознаменувався підписанням першого договору згоди - документа, що регламентує відносини між командами Формули-1 і FIA. Згідно з Угодою всі права на телевізійні трансляції перегонів Формули-1 були передані новоствореній компанії «Управління та просування Формули-1» (FOPA) (пізніше відома як Formula One Management (FOM)), директором якої став Берні Ікклстоун. Ця ж компанія пізніше розподіляла доходи від трансляцій. Згідно з [Конкордська угода|Договором Згоди]] 47% доходів від телетрансляцій передавалося командам, 30% - FIA і 23% — Компанії «Управління та просування Формули-1» (тобто власне Ікклстоуну). З тих пір Ікклстоуна не без підстав називають «босом Формули-1».
1980-ті роки були ерою турбодвигунів. Перший двигун з турбонаддувом був застосований командою Рено в 1977 році. До 1987 році потужність моторів перевищувала 1000 к. с., що і до цього дня є рекордом для автомобілів з відкритими колесами. З метою зниження швидкостей в 1984 році FIA обмежила розмір паливного бака. Чим менше палива в баках, тим з меншою потужністю може працювати двигун протягом того ж проміжку часу. Таким чином, якщо команда хотіла зберегти колишню потужність і швидкість мотора, їй довелося б здійснювати зайвий піт-стоп для дозаправки боліда. У 1988 році було введено обмеження на допустимий тиск наддування, а в 1989 році турбодвигуни взагалі були заборонені.
На початку 1990-х років команди почали широко використовувати електроніку в конструкції болідів. Вона застосовувалася, перш за все, для кермового посилення, системи керування тягою, напівавтоматичної коробки передач, системи активної підвіски. У результаті розквіту електроніки, все більше функцій з керування болідом брав на себе комп'ютер, зменшуючи тим самим значення пілота. У 1994 році FIA заборонила багато з електронних нововведень.
У 1992-му і 1997-му роках були укладені другий і третій Договори згоди. Термін дії останнього минув у 2007 році.
У 1980-і роки в чемпіонаті утворилася група так званих топ-команд: Ferrari, McLaren, Williams, Бенеттон (зараз називається Рено).
Кінець 1980-х і початок 1990-х років пройшов під знаком легендарного протистояння Айртона Сенни і Алена Проста. Саме через нього сезон 1988 багатьма визнається найкращим в історії чемпіонатів світу: пара Прост-Сенна, яка виступала разом у команді McLaren, здобула 15 перемог на 16 Гран-прі (16-а перемога дісталася Герхарду Бергеру, який закінчив гонку лідером на першому для Ferrari Гран-прі Італії без «Комендаторе» Енцо Феррарі). Крапка в суперництві була поставлена в 1994 році, коли Ален Прост завершив свою кар'єру, а Сенна потрапив в смертельну аварію на Гран-прі Сан-Марино 1994. Смерть одного з найвидатніших гонщиків потрясла весь світ і сильно вплинула на стандарти безпеки. Після загибелі Сени загинув лише один пілот (Жуль Б'янкі).
Стрімкий прогрес технологій і прихід великих автовиробників у Формулу-1 привели до величезного зростання витрат. На початок XXI століття бюджет багатьох команд Формули-1 становив кілька сотень мільйонів доларів на рік. Це призвело до того, що з 1990 року 28 команд покинули Формулу-1 через брак коштів для конкуренції з лідерами чемпіонату.

## Нове тисячоліття (2000-09)

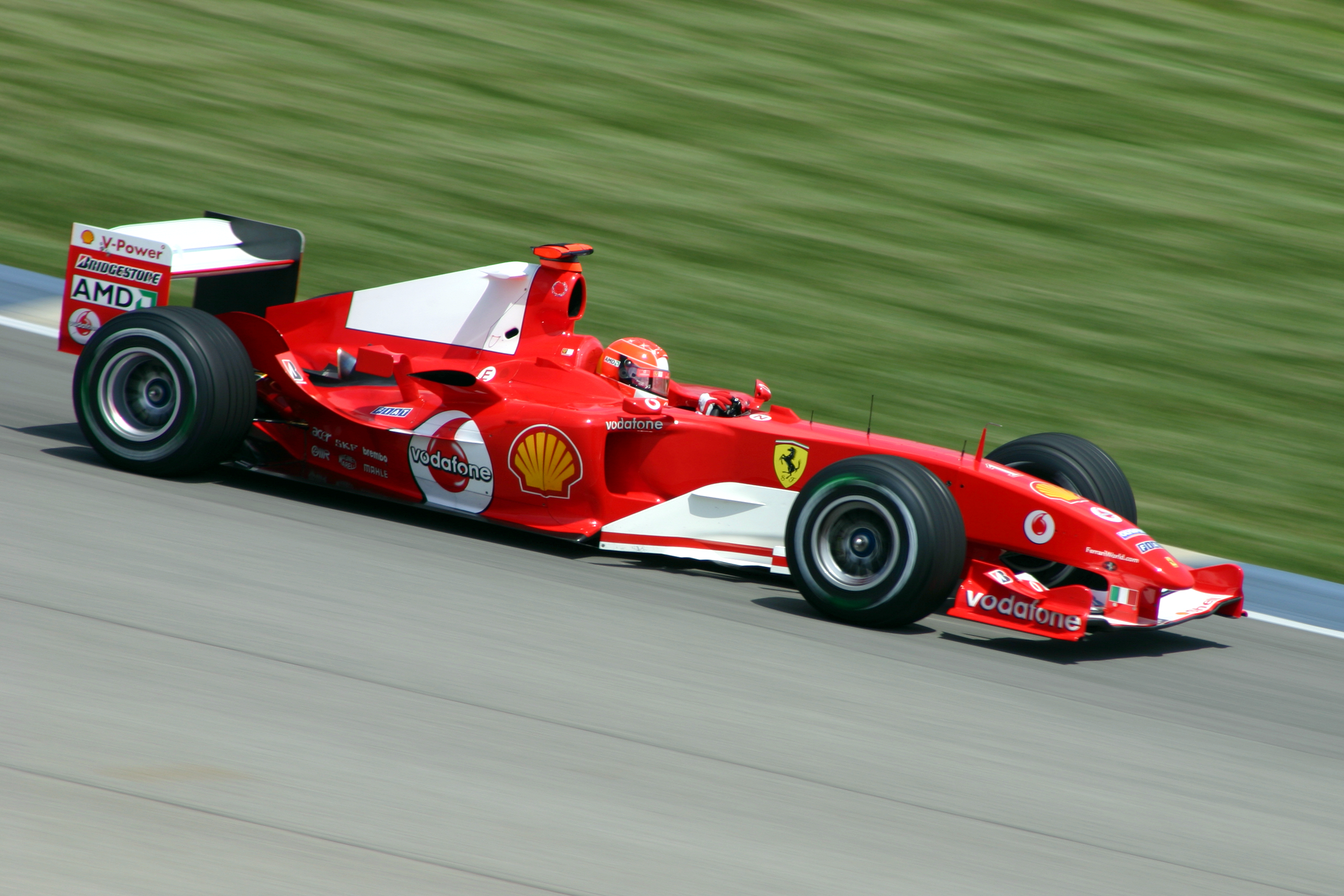
Ferrari F2004 виграла 15 перегонів з 18 в сезоні 2004.
Міхаель Шумахер на Гран-прі Канади 2004 року

Початок XXI століття у Формулі-1 пройшов за безумовного домінування команди Феррарі: із 2000 по 2004 рр.. пілот Феррарі Міхаель Шумахер виграв усі чемпіонські титули, а сама команда — Кубок конструкторів. Шумахер став семиразовим чемпіоном (ще 2 титули він взяв у 1994 і 1995 рр.., виступаючи за команду Benetton). Йому ж належить багато інших рекордів у Формулі-1. У 2001, 2002 і 2004 роках перевага болідів Феррарі була настільки великою, що італійська команда не залишила решті жодного шансу. Колосальна перевага однієї команди над іншими могла бути однією з причин численних змін в спортивному регламенті.
У перші роки XXI століття FIA часто вносила суттєві зміни до регламенту. Зокрема, формат кваліфікації змінювався з 2002 року чотири рази. Найбільш значимі зміни сталися перед сезоном 2005 року: мотори болідів повинні були мати ресурс, достатній для проведення щонайменше двох Гран-прі (включаючи вільні заїзди), під час перегонів заборонили зміну гуми, кваліфікація відбувалася з баками, заправленими на першу частину гонки.
Усі ці зміни були пов'язані зі спробою з одного боку зменшити швидкості (з метою безпеки), а з іншого — збільшити кількість обгонів (для підвищення інтересу вболівальників). Не всі заходи досягли оголошених цілей, зокрема, через неможливість міняти гуму протягом гонки, до фінішу вона зношувалася настільки, що створювала небезпеку для керування болідом.
Нова ера Формули-1 супроводжувалася й скандалами. На Гран-прі Австрії сезону 2002 лідируючий Рубенс Баррікелло за наказом своєї команди Феррарі пропустив уперед свого напарника Міхаеля Шумахера, щоб той набрав більше очок у боротьбі за чемпіонський титул. Це викликало обурення серед глядачів, і тоді у Формулі-1 заборонили командну тактику, тобто явні вказівки гонщикові від керівництва команд. Перед сезоном 2011 командну тактику знову дозволили.
На Гран-прі США 2005 року відбувся так званий «шинний скандал»: в результаті дефекту в шинах Michelin, який міг призвести до серйозних аварій, усі команди, що використовували гуму цього виробника, відмовилися від участі в перегонах. Були спроби вирішити ситуацію компромісом, але вони не мали успіху, тому на Гран-прі США виступали всього 6 болідів.
Ці події, невдоволення команд розподілом доходів від проведення Гран-прі Формули-1, постійні зміни регламенту - все це стало причиною напруження у стосунках між командами і FIA. Деякі автовиробники взялися за розробку альтернативного чемпіонату, в якому мали брати участь їх команди у разі, якби домовленість не було досягнуто.
Починаючи з сезону 2006 року вступили в дію одна із найбільш значимих змін у правилах: відмова від десятициліндрових двигунів об'ємом 3 літри (які використовувалися у Формулі-1 з 1995 року, а до того, після закінчення «турбо-ери» використовували 3,5-літрові двигуни без обмеження кількості циліндрів) на користь восьмициліндрових з об'ємом 2,4 літра. Багато хто вважав, що це докорінно змінить Формулу-1, зокрема, пілоти змінять манеру водіння нових болідів.
Незабаром після початку чемпіонату 2006 команди-«відступники» змінили свою думку після того, як, з одного боку, нові власники комерційних прав на серію (CVC Capital Partners) пообіцяли переглянути принципи розподілу доходів, а, з іншого боку, ФІА встановила жорсткі правила щодо участі в чемпіонаті 2008 року: заявки на участь мали бути подані за тиждень до 1 квітня 2006 року. Усі одинадцять команд-учасниць сезону 2006 зробили це в потрібний термін.
Однак на цьому боротьба команд і автовиробників з керівництвом Федерації не закінчилася. Новий скандал спалахнув в 2009 році, і був пов'язаний з планами Макса Мослі починаючи з 2010 року обмежити витрати команд лімітом в 40 млн доларів (для порівняння, тодішній бюджет Ferrari перевищував 300 млн.) Оскільки не всі команди були згодні на таке обмеження, новий регламент передбачав поділ Формули-1 на два класи: тих, хто буде користуватися безлімітним бюджетом і тих, хто обмежиться 40 млн. «Дешеві» команди отримали б безпрецедентні потурання в технічному регламенті, які практично гарантували їм перемогу в боротьбі: у тому числі, зняття обмежень на заміну моторів і кількість тестових днів. Крім того, Берні Екклстоун наполягав на введенні нової системи визначення чемпіона: за кількістю перемог, а не за кількістю очок.
Проти цієї ініціативи виступили всі десять команд Формули-1, в першу чергу, Ferrari, для якої обмеження бюджету було неможливим. Ferrari, а відтак Renault і кілька інших команд, оголосили, що відмовляться виступати у Формулі-1 в 2010 році, якщо Федерація не відмовиться від нового регламенту. Зрештою, усі десять команд подали заявку на участь у чемпіонаті 2010 року, але з умовою, що правила не буде змінено. Боротьба за лаштунками і переговори між лідерами команд з лідерами Федерації тривали.
Постійні конфлікти Федерації з керівництвом команд, особливо тих, які підтримуються великими автовиробниками, підштовхнули їх до планів створення чемпіонату світу з Гран-прі — альтернативної серії з технічним регламентом Формули-1, але вільною від впливу FIA. Вісім із десяти діючих команд виявили готовність перейти в такий чемпіонат, якщо переговори з Федерацією про регламент на 2010 рік будуть безуспішними. Тим часом, FIA ухвалила заявки від майже десятка нових команд, що бажали виступати у чемпіонаті. Серед них — Prodrive, Campos, Team US F1 та інші команди з молодших серій.
Щоб врятувати єдність Формули-1, президент FIA Макс Мослі погодився подати у відставку після закінчення сезону-2009 й не висувати свою кандидатуру на наступних виборах. Остаточне рішення про спортивний і технічний регламент на 2010 рік мав приймати вже з новий президент. Ним став відомий автоспортивний діяч Жан Тодт, екс-керівник Ferrari, що обійшов у боротьбі за президентське крісло ралліста Арі Ватанена, свого суперника в минулому.